# Neustadt (podobóz KL Auschwitz)
Arbeitslager Neustadt O/S – niemiecki nazistowski obóz pracy, podobóz KL Auschwitz, funkcjonujący od 26 września 1944 do 19 stycznia 1945 na terenie fabryki włókienniczej w Prudniku, w miejscu działającego w latach 1940–1943 obozu dla robotników przymusowych i jeńców wojennych.

## Historia

### Obóz pracy dla Żydówek (1940–1943)
Po nocy kryształowej w listopadzie 1938, członkowie żydowskiej rodziny Fränklów i Pinkusów – właściciele fabryki tekstylnej S. Fränkel w Prudniku (znanej po 1945 jako Zakłady Przemysłu Bawełnianego „Frotex”) – zostali zmuszeni do emigracji. Ich majątek przejęła administracja III Rzeszy, a fabryka została przemianowana na Schlesische Feinweberei AG Neustadt O.S.
Podczas II wojny światowej, fabryka korzystała z pracy robotników przymusowych oraz jeńców wojennych. Miejscowy obóz pracy utworzono w 1940. W zakładzie przymusowo pracowało około 300 Polaków i Polek, ok. 150 Rosjanek i Ukrainek, około 140 polskich Żydówek, a także kilkudziesięciu jeńców radzieckich i ok. 200 angielskich. Szyli m.in. pokrowce do spadochronów. Dla robotników przymusowych przeznaczono trzy budynki na terenie zakładu. W budynku dawnej szkoły tkackiej (późniejszy budynek konfekcji) przebywały w oddzielnych salach Polki, Rosjanki i Ukrainki. W sąsiednim budynku osadzono Polaków i jeńców radzieckich. W części dwupiętrowego budynku położonego na wprost bram wiodących na teren fabryki umieszczono Żydówki, a po ich wywiezieniu jeńców angielskich.
Pierwszy transport Żydówek przybył do Prudnika w 1942. Przyjechało w nim około 100 kobiet z Polski, głównie z Łodzi, Bielska, Dąbrowy Górniczej i Oświęcimia. W lutym 1943 do pracy w fabryce sprowadzono około 40 Żydówek z Sosnowca. Zgodnie z rozkazem Heinricha Himmlera z 9 października 1942 dotyczącym likwidacji małych obozów pracy, w drugiej połowie 1943 Żydówki zatrudnione w Schlesische Feinweberei AG Neustadt O.S. zostały wywiezione z Prudnika do Zielonej Góry. Po likwidacji obozu pracy dla Żydówek, do Prudnika sprowadzono jeńców wojennych. Zostali zatrudnieni do pracy przy krosnach w tkalni. Doszło do ucieczki kilku angielskich jeńców. Parę miesięcy później, jeńców wywieziono.

### Podobóz Auschwitz (1944–1945)
W 1944, z powodu likwidacji obozu pracy dla Żydówek i jeńców, oraz w związku z powoływaniem zatrudnionych w Schlesische Feinweberei AG Neustadt O.S. mężczyzn do służby w wojsku, konieczne było zwiększenia zatrudnienia w fabryce. Zdecydowano wówczas ściągnąć do pracy w Prudniku więźniów obozu koncentracyjnego Auschwitz. Umowa w sprawie ich zatrudnienia w fabryce została zawiązana we wrześniu 1944.
Heinrich Schwarz, komendant obozu koncentracyjnego Auschwitz III – Monowitz, 6 września 1944 wydał rozkaz, którym skierował do powstającego podobozu Arbeitslager Neustadt O/S część załogi wartowniczej SS ze zlikwidowanego w tym samym dniu podobozu Lagischa. Scharführer Walter Prosswimmer, jeden ze strażników podobozu Neustadt, zeznał przed Najwyższym Trybunałem Narodowym w Krakowie, że transport około 400 więźniarek, głównie Żydówek z Węgier, z obozu Auschwitz II – Birkenau do obozu w Prudniku miał miejsce 27 września 1944. Transport był eskortowany przez 24 SS-manów z załogi KL Auschwitz III. Dzień przybycia transportu do Prudnika został przyjęty jako data powstania podobozu Neustadt.
Więźniarki zostały ulokowane na pierwszym piętrze budynku, w którym poprzednio przebywały polskie Żydówki i angielscy jeńcy. Budynek wraz z podwórzem został otoczony siatką, na którą przeciągnięto druty kolczaste, a w jego oknach wstawiono kraty. Przed budynkiem (z frontu i na narożnikach) wzniesiono trzy bunkry strażnicze. Przy bramie obozowej pełnił stale wartę jeden ze strażników.
Kierownikami obozu zostali SS-Obersturmführer Paul Heinrich Theodor Müller i SS-Oberscharführer Bernhard Becker. Funkcję sanitariusza w rewirze obozowym (Sanitätsdienstgrad) pełnił SS-Unterscharführer Hubert Ernest Zafke. W administracji kuchni obozowej pracował SS-Rottenführer Hermann Klan. Kontrole na terenie fabryki przeprowadzał szef Gestapo powiatu prudnickiego Max Krause, który odznaczał się szczególnym sadyzmem, przez co był nazywany przez mieszkańców Prudnika „szatanem na powiat prudnicki”.
Od 14 października do 8 grudnia 1944 w Arbeitslager Neustadt O/S przebywało 401 więźniarek, od 9 do 19 grudnia 1944 – 400 więźniarek, a od 20 do 30 grudnia 1944 – 399 więźniarek. Nosiły one odzież obozową, miały ostrzyżone włosy, spały na pryczach i siennikach. Po przybyciu do Prudnika, przez okres 2 lub 3 tygodni uczyły się tkać, następnie prawie wszystkie Żydówki zatrudniono w tkalni, gdzie pracowały także robotnice przymusowe i cywilne. Kobiety pracowały 6 dni w tygodniu od 6:00 do 18:00, z półgodzinną przerwą obiadową. 39 więźniarek zostało zamordowanych lub zmarło z powodu trudnych warunków pracy. Ich zwłoki chowano na miejscowym cmentarzu żydowskim, co było niespotykane w innych podobozach (jedynie jeszcze w Charlottengrube zmarłych chowano na cmentarzu, a nie wysyłano do krematoriów).
19 stycznia 1945, dwa miesiące przed zajęciem Prudnika przez Armię Czerwoną, podobóz Neustadt został zlikwidowany. Przebywające w nim więźniarki zostały ewakuowane pieszo do obozu Groß-Rosen, skąd następnie wywieziono je do Bergen-Belsen. W tymże miesiącu przez Prudnik przeszły marsze śmierci z innych podobozów. Kolumny więźniów kilkakrotnie zatrzymywały się dla odpoczynku na podwórzu Schlesische Feinweberei AG Neustadt O.S., gdzie SS-mani rozstrzeliwali więźniów niezdolnych do dalszego marszu.

## Upamiętnienie
Na ścianie biurowca Zakładów Przemysłu Bawełnianego „Frotex”, na terenie dawnego obozu, została zamontowana tablica z inskrypcją:

W latach II wojny światowej mieściło się na terenie obecnych Zakładów „Frotex” niemieckie komando pracy jeńców wojennych R 215 oraz filia oświęcimskiego obozu koncentracyjnego. Miejsce to uświęcone jest męczeństwem i śmiercią jeńców i więźniów wyniszczonych pracą ponad siły, katowaniem i głodem. Cześć ich pamięci.

Pracownicy „Frotexu” składali kwiaty pod tablicą z okazji rocznic.

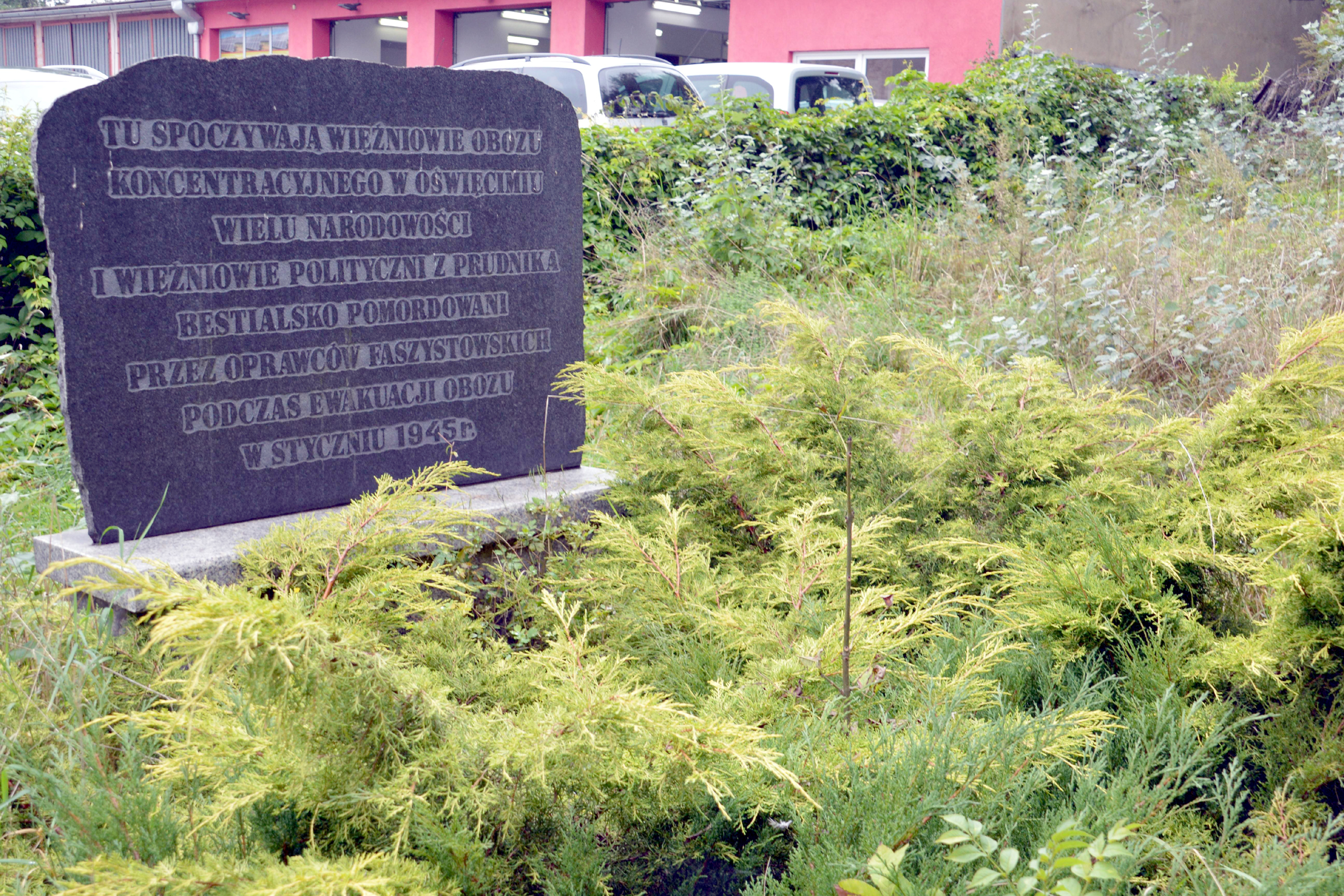
Pomnik więźniów Auschwitz na cmentarzu żydowskim w Prudniku

W 1965 na cmentarzu żydowskim w Prudniku postawiony został pomnik więźniów Auschwitz. W przeszłości napis na tablicy głosił: „Miejsce uświęcone krwią ofiar faszyzmu hitlerowskiego. Tu spoczywają więźniowie Obozu Koncentracyjnego w Oświęcimiu wielu narodowości i więźniowie polityczni z Prudnika bestialsko pomordowani przez oprawców faszystowskich podczas ewakuacji obozu w styczniu 1945 r. Tablicę ufundowało społeczeństwo Ziemi Prudnickiej w XX-rocznicę powrotu Ziemi Zachodnich do Macierzy”. Napis został skrócony do: „Tu spoczywają więźniowie obozu koncentracyjnego w Oświęcimiu wielu narodowości i więźniowie polityczni z Prudnika bestialsko pomordowani przez oprawców faszystowskich podczas ewakuacji obozu w styczniu 1945 r.”.